# Riggisberg
Riggisberg és un municipi del cantó de Berna (Suïssa), situat a l'antic districte de Seftigen i a l'actual de Berna-Mittelland.

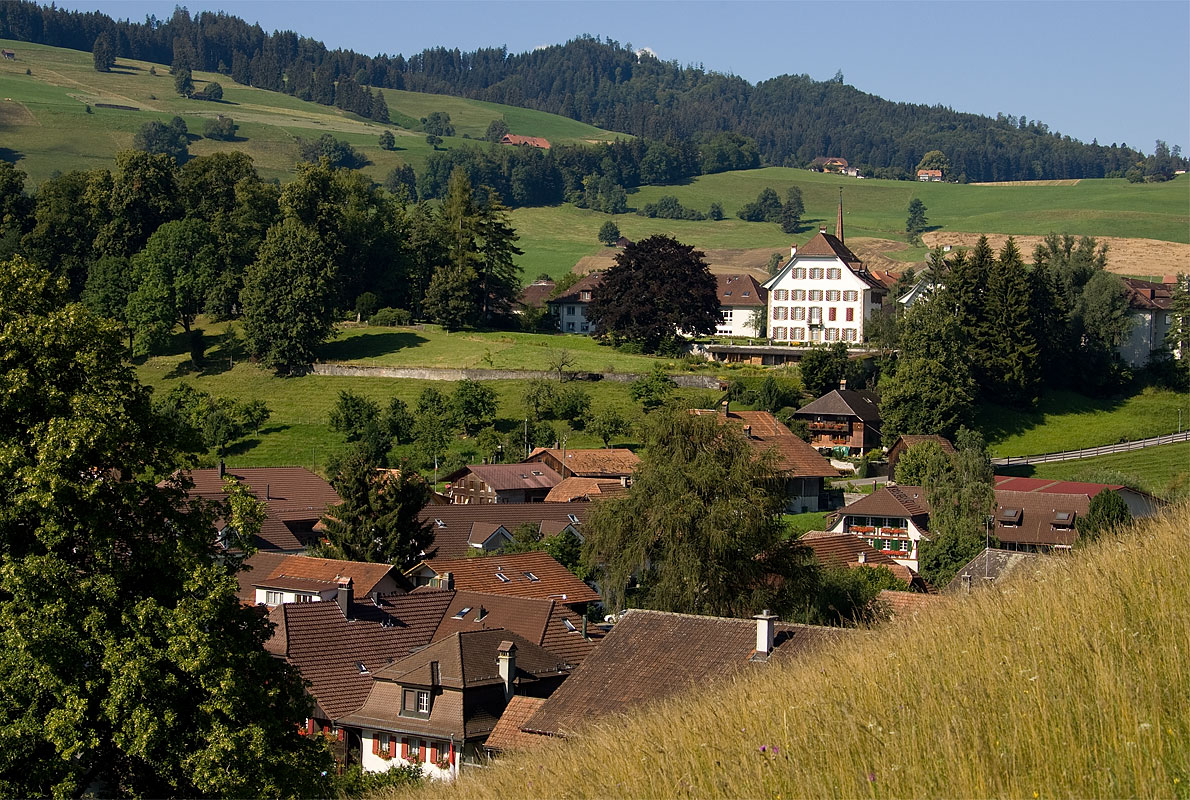
Vista